# Wadim Alexandrowitsch Schipatschow
Wadim Alexandrowitsch Schipatschow (russisch Вадим Александрович Шипачёв; englische Transkription: Vadim Alexandrovich Shipachyov; * 12. März 1987 in Tscherepowez, Russische SFSR) ist ein russischer Eishockeyspieler, der seit Juli 2024 beim HK Dinamo Minsk aus der Kontinentalen Hockey-Liga unter Vertrag steht und dort auf der Position des Centers spielt.

## Karriere
Wadim Schipatschow begann seine Karriere als Eishockeyspieler in der Nachwuchsabteilung von Sewerstal Tscherepowez, für dessen Profimannschaft er in der Saison 2005/06 sein Debüt in der Superliga gab. In seinen ersten beiden Spielzeiten in der höchsten russischen Spielklasse kam der Center jedoch nur zu drei Einsätzen und spielte von 2006 bis 2008 überwiegend für Sewerstals Kooperationspartner HK Belgorod aus der zweithöchsten Spielklasse, der Wysschaja Liga. Dabei konnte er vor allem in der Saison 2007/08 überzeugen, in der er für Belgorod in 34 Zweitligaspielen 38 Scorerpunkte erzielte, davon acht Tore.
Ab der Saison 2008/09 war Schipatschow Stammspieler bei Sewerstal Tscherepowez in der neu gegründeten Kontinentalen Hockey-Liga. 2009 verstärkte er in den Playoffs Sewerstals zweite Mannschaft in der drittklassigen Perwaja Liga. Im Mai 2013 wurde Schipatschow im Tausch gegen Iwan Kassutin, Grigori Serkin, einen Draft-Pick sowie eine Ausgleichszahlung an den SKA Sankt Petersburg abgegeben. Mit dem SKA gewann der Angreifer 2015 und 2017 den Gagarin-Pokal und somit die Meisterschaft der KHL.
Im Mai 2017 unterzeichnete der Russe einen Zweijahresvertrag bei den Vegas Golden Knights aus der National Hockey League (NHL) und wurde damit zum erst zweiten Spieler des Franchise nach Reid Duke, das mit Beginn der Saison 2017/18 am Spielbetrieb der NHL teilnahm. Sein durchschnittliches Jahresgehalt bei den Golden Knights sollte 4,5 Millionen US-Dollar betragen. In der Folge konnte sich Schipatschow in seinem neuen Team allerdings nicht durchsetzen und wurde, nachdem er bereits den Beginn der Saison dort ohne Einsatz verbracht hatte, zu den Chicago Wolves in die American Hockey League geschickt, dem Farmteam der Golden Knights. Dort sollte er weitere Spielpraxis auf nordamerikanischem Eis sammeln. In der Folge weigerte sich der Angreifer jedoch, für die Wolves aufzulaufen, sodass man sich mit Vegas in beidseitigem Einvernehmen auf ein Ende seines Engagements einigte. Formal wurde sein Vertrag allerdings nicht aufgelöst, um den Prozess des Waivers zu vermeiden und eine baldige Rückkehr in die KHL zu ermöglichen; stattdessen beendete Schipatschow offiziell seine NHL-Karriere.
Wenig später kehrte Schipatschow im Rahmen eines Einjahresvertrags zum SKA Sankt Petersburg zurück. Im Mai 2018 wechselte er innerhalb der KHL zum HK Dynamo Moskau und war dort vier Jahre aktiv. Während dieser Zeit gehörte er zu den besten Spielern der Liga und gewann unter anderem zweimal die Auszeichnung zum wertvollsten Spieler der KHL, während er sich zugleich dreimal den Titel des punktbesten Spielers sicherte. Im Sommer 2022 wechselte Schipatschow innerhalb der KHL zu Ak Bars Kasan, wo er zwei Spielzeiten verbrachte. Zur Saison 2024/25 zog es den Stürmer zum belarussischen Hauptstadtklub HK Dinamo Minsk.

### International
Schipatschow debütierte für die russische Nationalmannschaft bei der Euro Hockey Tour 2010/11. Es folgten Einsätze bei den Weltmeisterschaften 2014, 2015 und 2016, wobei er mit der Sbornaja eine Gold-, Silber- und Bronzemedaille gewann. Zudem vertrat er sein Heimatland beim World Cup of Hockey 2016. Anschließend gewann er unter neutraler Flagge die Goldmedaille bei den Olympischen Winterspielen 2018, wobei er allerdings nur zu einem Einsatz kam.

## Erfolge und Auszeichnungen
| - 2011 KHL-Stürmer des Monats September - 2011 KHL-Stürmer des Monats November - 2012 Teilnahme am KHL All-Star Game - 2015 Teilnahme am KHL All-Star Game - 2015 Gagarin-Pokal-Gewinn mit dem SKA Sankt Petersburg - 2015 Topscorer der KHL-Playoffs - 2015 Bester Vorlagengeber der KHL-Playoffs - 2016 Teilnahme am KHL All-Star Game - 2016 KHL-Stürmer des Monats Januar - 2016 Bester Vorlagengeber der KHL-Hauptrunde - 2017 Gagarin-Pokal-Gewinn und Russischer Meister mit dem SKA Sankt Petersburg - 2017 KHL First All-Star Team - 2018 KHL-Stürmer des Monats Dezember - 2019 Teilnahme am KHL All-Star Game | - 2019 KHL-Stürmer des Monats Oktober - 2020 Teilnahme am KHL All-Star Game - 2020 Topscorer der KHL-Hauptrunde - 2020 Bester Vorlagengeber der KHL-Hauptrunde - 2021 Topscorer der KHL-Hauptrunde - 2021 Bester Vorlagengeber der KHL-Hauptrunde - 2021 Goldener Stock - 2021 KHL First All-Star Team - 2021 KHL-Stürmer des Monats September - 2022 Topscorer der KHL-Hauptrunde - 2022 Bester Vorlagengeber der KHL-Hauptrunde - 2022 Goldener Stock - 2022 KHL First All-Star Team - 2022 KHL-Stürmer des Monats Dezember |

### International
| - 2014 Goldmedaille bei der Weltmeisterschaft - 2015 Silbermedaille bei der Weltmeisterschaft - 2016 Bronzemedaille bei der Weltmeisterschaft - 2016 Topscorer der Weltmeisterschaft - 2016 Bester Vorlagengeber der Weltmeisterschaft | - 2016 All-Star-Team der Weltmeisterschaft - 2017 Bronzemedaille bei der Weltmeisterschaft - 2018 Goldmedaille bei den Olympischen Winterspielen - 2022 Silbermedaille bei den Olympischen Winterspielen |

## Karrierestatistik
Stand: Ende der Saison 2023/24

### International
| Vertrat Russland bei: - Weltmeisterschaft 2014 - Weltmeisterschaft 2015 - Weltmeisterschaft 2016 | - World Cup of Hockey 2016 - Weltmeisterschaft 2017 | Vertrat die Olympischen Athleten aus Russland bei: - Olympischen Winterspielen 2018 Vertrat das Russische Olympische Komitee bei: - Olympischen Winterspielen 2022 |

(Legende zur Spielerstatistik: Sp oder GP = absolvierte Spiele; T oder G = erzielte Tore; V oder A = erzielte Assists; Pkt oder Pts = erzielte Scorerpunkte; SM oder PIM = erhaltene Strafminuten; +/− = Plus/Minus-Bilanz; PP = erzielte Überzahltore; SH = erzielte Unterzahltore; GW = erzielte Siegtore; 1 Play-downs/Relegation; Kursiv: Statistik nicht vollständig)